# Les Frères Barberousse
Pour les articles homonymes, voir Barberousse.
Pour plus de détails, voir Fiche technique et Distribution.
Les Frères Barberousse (Flame of Araby) est un film américain réalisé par Charles Lamont et sorti en 1951.

## Synopsis
Le film s'inspire très librement de la vie d'Oruç Reis et Khayr ad-Din, deux corsaires au service de l'Empire ottoman entre le XVe et le XVIe siècle.

## Fiche technique
- Titre : Les Frères Barberousse
- Titre original : Flame of Araby
- Réalisation : Charles Lamont
- Scénario : Gerald Drayson Adams
- Production : Leonard Goldstein et Ross Hunter (producteur associé)
- Société de production et de distribution : Universal Pictures
- Photographie : Russell Metty, assisté de Philip H. Lathrop (cadreur, non crédité)
- Montage : Ted J. Kent
- Musique : Milton Rosen, Hans J. Salter et Frank Skinner (non crédités)
- Direction artistique : Hilyard M. Brown et Bernard Herzbrun
- Décors : Oliver Emert et Russell A. Gausman
- Costumes : Bill Thomas
- Chorégraphe : Harold Belfer
- Pays d'origine : États-Unis
- Format : Couleur (Technicolor) - 35 mm - 1,37:1 - Son : Mono (Western Electric Recording)
- Genre : Film d'aventure orientale
- Durée : 77 minutes
- Date de sortie :
  - États-Unis : 19 décembre 1951

## Distribution
- Maureen O'Hara (V.F : Nadine Alari)  : Princesse Tanya
- Jeff Chandler  (V.F : René Arrieu) : Tamerlane
- Maxwell Reed  (V.F : Jean Martinelli) : Prince Medina
- Lon Chaney Jr.  (V.F : Serge Nadaud) : Borka Barberousse
- Buddy Baer  (V.F : Pierre Morin) : Hakim Barberousse
- Richard Egan  (V.F : Claude Bertrand) : Capitaine Fezil
- Dewey Martin : Yak
- Royal Dano : Basra
- Susan Cabot : Clio
- Judith Braun : Calu
- Henry Brandon  (V.F : Raymond Loyer) : Malik
- Neville Brand (V.F : Jean Violette)  : Kral
- Richard Hale : Le roi Chandra
- Virginia Brissac  (V.F : Cécile Didier) : Alhena